# Ramadasa pratti
Ramadasa pratti là một loài bướm đêm trong họ Noctuidae.